# منطقه حفاظت‌شده ماله گاله
منطقهٔ حفاظت‌شدهٔ ماله گاله یک منطقهٔ حفاظت‌شده با مساحت ۵۲۰۴۴ هکتار است که در استان فارس در ایران قرار دارد. این منطقهٔ حفاظت‌شده طبق مصوبهٔ شمارهٔ ۷۵۶ در تاریخ ۹۷/۰۹/۱۷ در فهرست مناطق تحت حفاظت سازمان محیط زیست ایران قرار گرفت.